# Симфония № 6 (Вайнберг)
Симфония № 6 ля-минор ор. 79 Моисея Вайнберга для хора мальчиков и симфонического оркестра написана в 1962—1963 годах.
Созданная одновременно с Тринадцатой симфонией Дмитрия Шостаковича (при постоянном общении двух композиторов), симфония Вайнберга перекликается с ней темами войны, страданий, трагической судьбы еврейского народа.
Текстами симфонии послужили стихи еврейских поэтов Льва Квитко, Самуила Галкина, а также Михаила Луконина. Сквозные поэтические символы симфонии — дети, скрипка (солирующая скрипка появляется во второй — «Скрипочка» — и пятой частях симфонии), война, тишина, сон.
Первая и третья часть симфонии — чисто инструментальные. Во второй, четвёртой и пятой солирует хор мальчиков.
С композиционной точки зрения симфония построена по монотематическому принципу: три темы первой части целостно или фрагментарно цитируются во всех остальных частях произведения. Тематические реминисценции из первой части симфонии возникают и в финальной коде.
Известно, что Дмитрий Шостакович сказал об произведении Вайнберга: «Я хотел бы поставить под этой симфонией своё имя».

## Структура
1. Allegro (~13 мин.)
2. Allegretto. «Скрипочка», сл. Л. Квитко (~6 мин.)
3. Allegro molto (~ 6 мин.)
4. Largo. «В красной глине вырыт ров…», сл. С. Галкина (~10 мин.)
5. Andantino. «Спите, люди…», сл. М. Луконина (~10 мин.)

## Исполнения и записи
Премьера Шестой симфонии состоялась в Москве 12 ноября 1963 года. Симфоническим оркестром Московской государственной филармонии и хором мальчиков Московского хорового училища дирижировал Кирилл Кондрашин.
Симфонии записана под управлением Кирилла Кондрашина, Юрия Арановича, Владимира Ланде